# Bicicleta de seguridad

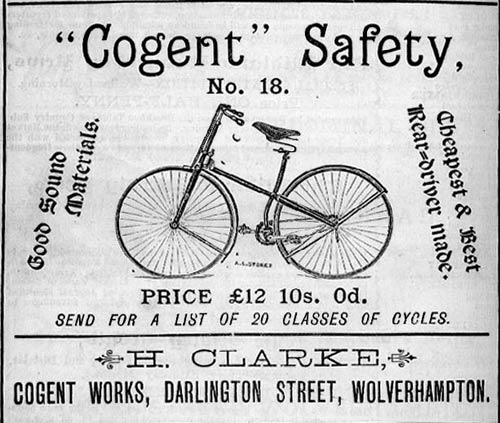
Anuncio de una bicicleta de seguridad británica, una Cogent de 1887.

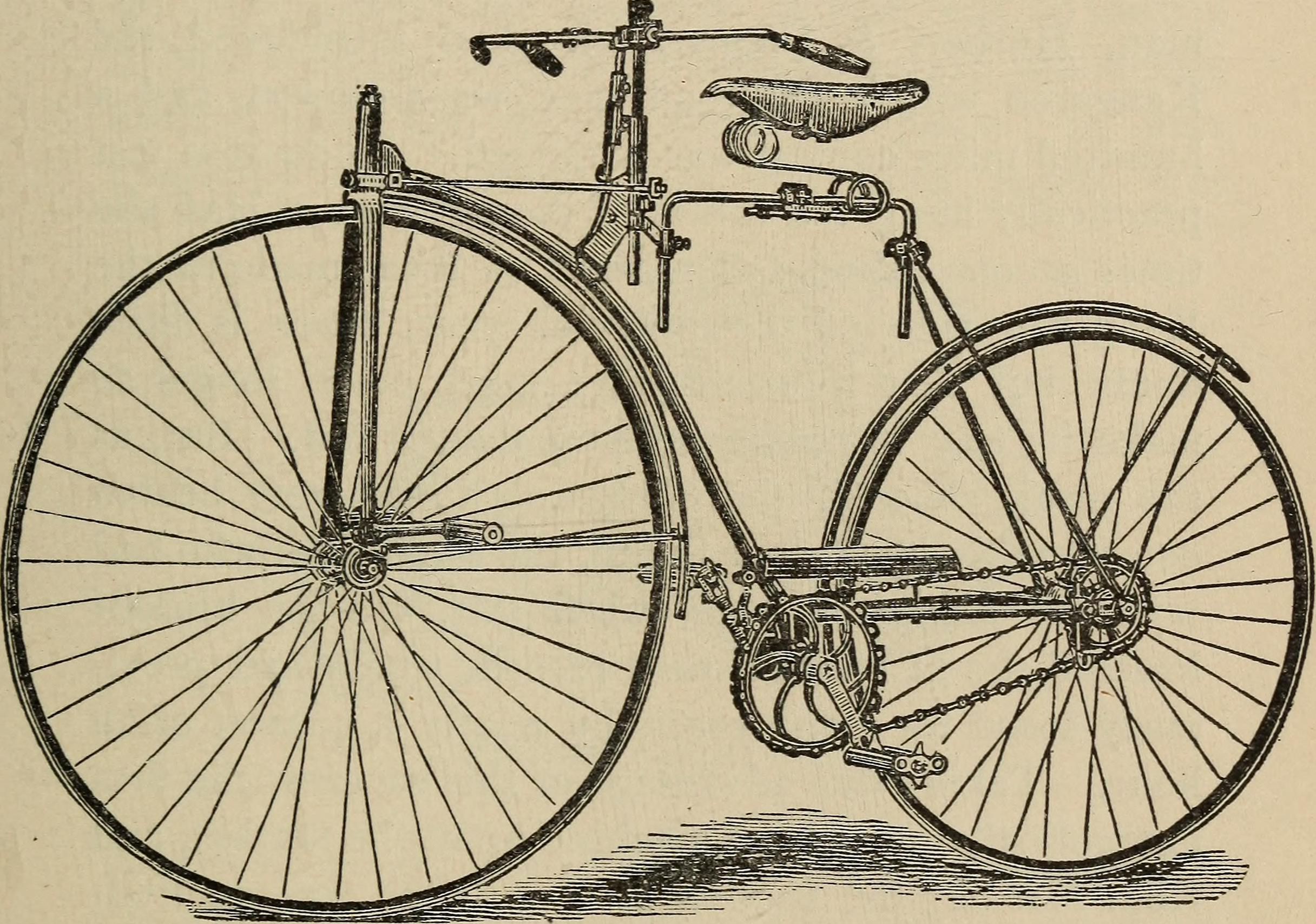
Imagen del primer modelo de la bicicleta Rover (1892)

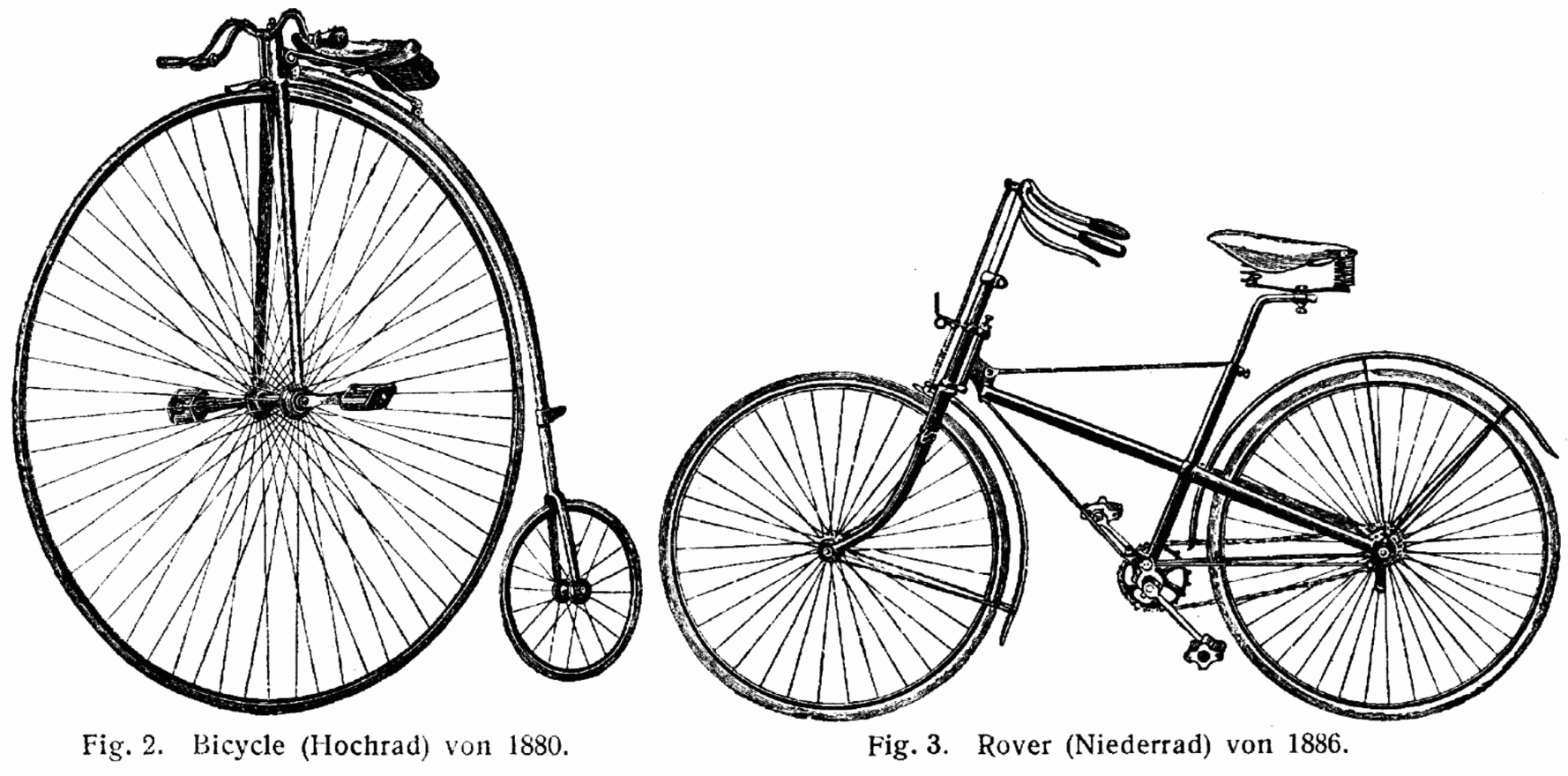
Imagen del Diccionario de Tecnología (1904) mostrando un biciclo de 1880 (izquierda) y una bicicleta rover (derecha).

El término bicicleta de seguridad, safety bicycle en inglés, fue utilizado casi en exclusiva en el mundo anglosajón. En sus orígenes, hacía referencia preferentemente al tipo de bicicleta con dos ruedas iguales, en contraposición a los biciclos, que debido a la gran rueda que utilizaban, eran más inestables y difíciles de conducir. Muy popular a finales de los años 1880, el biciclo acabó siendo sustituido por la bicicleta de seguridad con dos ruedas iguales e impulsada por una cadena, que ha llegado a ser el tipo más común de bicicleta. La denominación se empleó con fines comerciales especialmente en Gran Bretaña y en los Estados Unidos, donde fue frecuentemente incluida en todo tipo de anuncios. Aunque las bicicletas modernas poseen un diseño muy similar al de las bicicletas de seguridad, el término ha quedado obsoleto.

## Definición
La denominación de bicicleta de seguridad era utilizada en la década de 1880 para referirse a cualquier vehículo de dos ruedas alternativo al biciclo, aunque las dos ruedas no fueran necesariamente de la misma medida. Especialistas en el tema posteriores empezaron a utilizar el término de una manera más restringida, reservándolo para el diseño antecedente directo de las bicicletas modernas.
La expresión "cuadro en diamante" ("diamond frame") es también a veces utilizada para referirse a las bicicletas de seguridad, incluso aunque no utilizaran este tipo de cuadro. El retrónimo "bicicleta vertical" sirve para distinguirlas de las bicicletas reclinadas.

## Historia

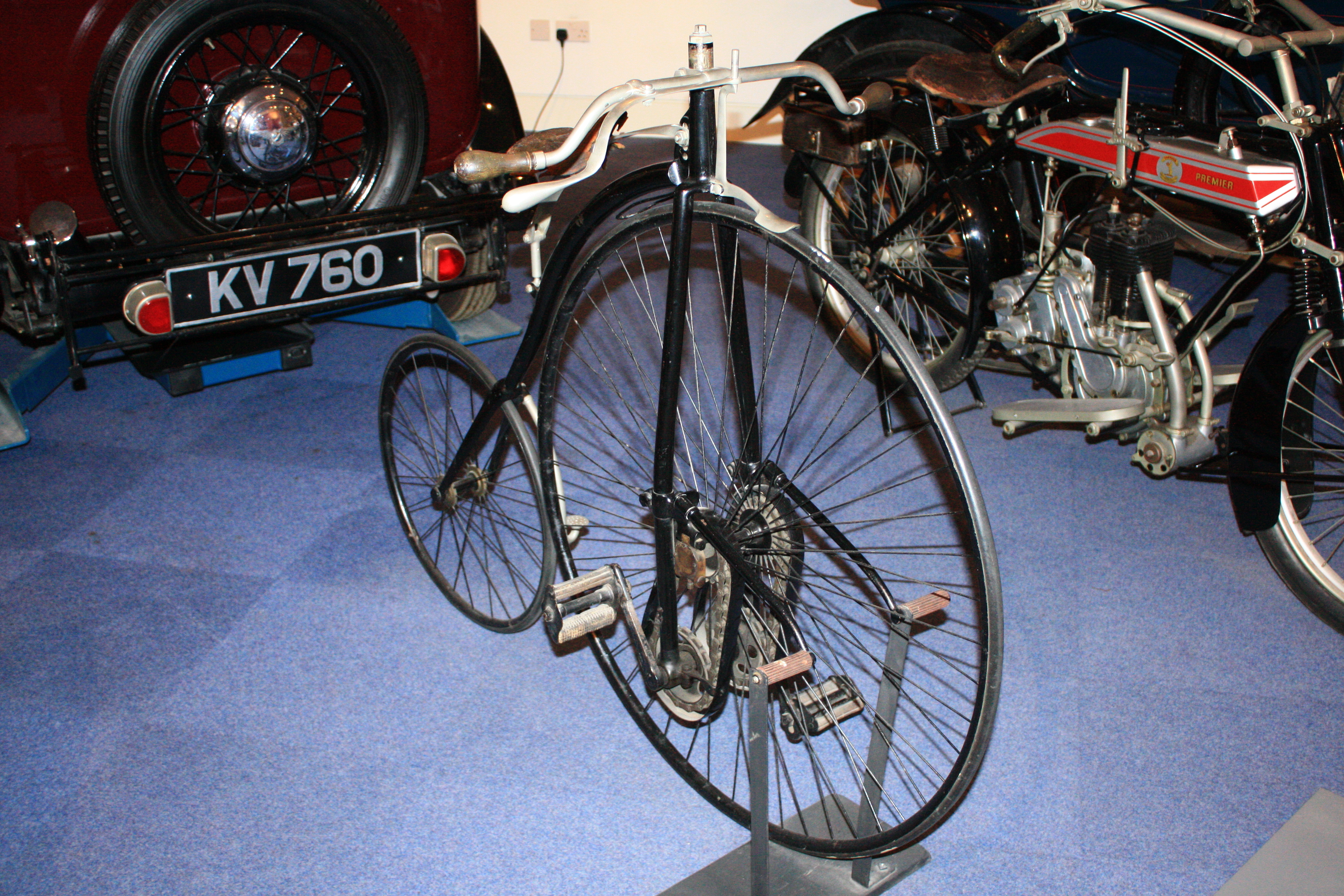
Biciclo enano Kangaroo (1884) del Museo del Transporte de Coventry.

La primera bicicleta en denominarse "de seguridad" fue diseñada en 1876 por el ingeniero inglés Harry John Lawson (también citado como Henry), a pesar de que otras bicicletas similares habían sido desarrolladas anteriormente, como la construida por Thomas Humber en 1868. Diferentes a los biciclos, en las bicicletas de seguridad los pies del conductor quedan cerca del suelo, facilitando la maniobra de parar el vehículo. Los pedales impulsan la rueda trasera, por lo que los pies del ciclista permanecen en un lugar más seguro, alejados de los radios de la rueda delantera. Los primeros modelos utilizaban pedales oscilantes para accionar la rueda trasera. No fue hasta 1879 cuando se introdujo la cadena, una nueva tecnología importante que anteriormente había sido solo utilizada en triciclos. El modelo de Lawson no tuvo mucho éxito, quizás debido a su considerable coste, a su mayor peso y a su relativa complejidad técnica comparada con la simplicidad del biciclo.
Otra alternativa que apareció por entonces fue el biciclo enano Kangaroo, que disponía de dos mecanismos de cadena gemelos montados sobre la horquilla para accionar la rueda delantera.
Hacia 1885, de las bicicletas de seguridad catalogadas en el Manual Indispensable de la Bicicleta de Seguridad publicado por Henry Sturmey, 7 incluían tracción delantera mediante bielas, 44 contaban con tracción delantera mediante engranajes, y tan solo 9 utilizaban cadena y tracción trasera. En aquel mismo año, John Kemp Starley lanzó la primera bicicleta de seguridad comercialmente exitosa, con el nombre de Rover. Era más pesada y más cara que los biciclos, pero más ligera y más barata que los triciclos de entonces. En su forma original utilizaba dirección indirecta, aunque más adelante se adoptó la dirección directa y se convirtió en todo un éxito de ventas.

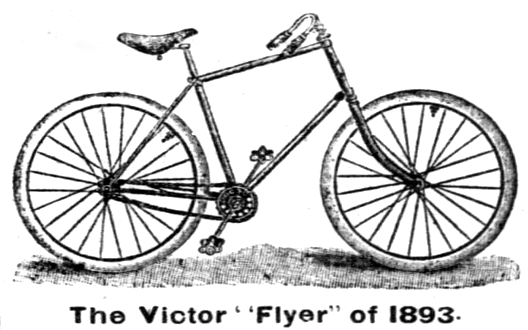
Bicicleta Overman Victor de 1893

La Overman Wheel Company, fundada en 1882, era el primer fabricante de bicicletas de seguridad en los Estados Unidos. En su planta industrial de Chicopee, (Massachusetts), Overman producía sus conocidas bicicletas con estructura completamente de acero, sin piezas de fundición. La bicicleta Overman Victor era famosa por una mayor calidad y un peso más bajo que otras bicicletas de su tiempo. Hacia 1893, la fábrica de Overman integró la fabricación completa de sus bicicletas, incluyendo neumáticos, sillines y llantas.
La bicicleta de seguridad supuso una gran mejora con respecto al biciclo, al que reemplazó. La tracción por cadena, enlazando un gran plato delantero a un pequeño piñón trasero para multiplicar las revoluciones de los pedales, permitió utilizar ruedas más pequeñas, y reemplazó la necesidad de la gran rueda delantera del biciclo, directamente unida a las bielas de los pedales. La rueda más pequeña amortiguaba peor los baches; pero una vez que se desarrollaron los neumáticos para sustituir a las bandas de rodadura macizas anteriormente utilizadas, esta desventaja dejó de ser un asunto de importancia.
Con el centro de gravedad más bajo y entre las ruedas, en vez de elevado y sobre el eje, la bicicleta de seguridad disminuyó notablemente el peligro de dar una vuelta de campana o de caer sobre el manillar. Esto hizo las frenadas más eficaces, y el ciclismo, anteriormente reservado a hombres jóvenes, activos y atrevidos, pasó a ser una actividad mucho más segura, y por tanto mucho más popular, especialmente entre las mujeres.
Comparadas con los triciclos de la época, populares entre los conductores menos dispuestos a tomar riesgos, las bicicletas de seguridad eran más ligeras, mecánicamente más sencillas, y más baratas.
Su popularidad creció tan rápidamente, que en la década de 1890 ya superaban ampliamente en número a la suma de biciclos y triciclos.

## Características
Las bicicletas de seguridad son ahora caracterizadas por tener dos ruedas de idéntica –o casi idéntica- medida, y por disponer de tracción en la rueda trasera transmitida por una cadena. La forma más popular del cuadro de estas bicicletas consta de dos triángulos, en un diseño conocido  como cuadro en diamante. También se emplea un diseño de cuadro diferente, en el que la barra horizontal superior se desplaza hacia abajo para facilitar el acceso al sillín sin necesidad de elevar considerablemente una pierna sobre la citada barra. 
A pesar de la variedad enorme de bicicletas modernas, las bicicletas reclinadas son la única variedad importante que no utiliza el mismo diseño básico.

## Galería de imágenes
Distintos ejemplos de bicicletas de seguridad (no siempre con las dos ruedas iguales), incluidas en esta denominación por diferir claramente del diseño tradicional del biciclo.

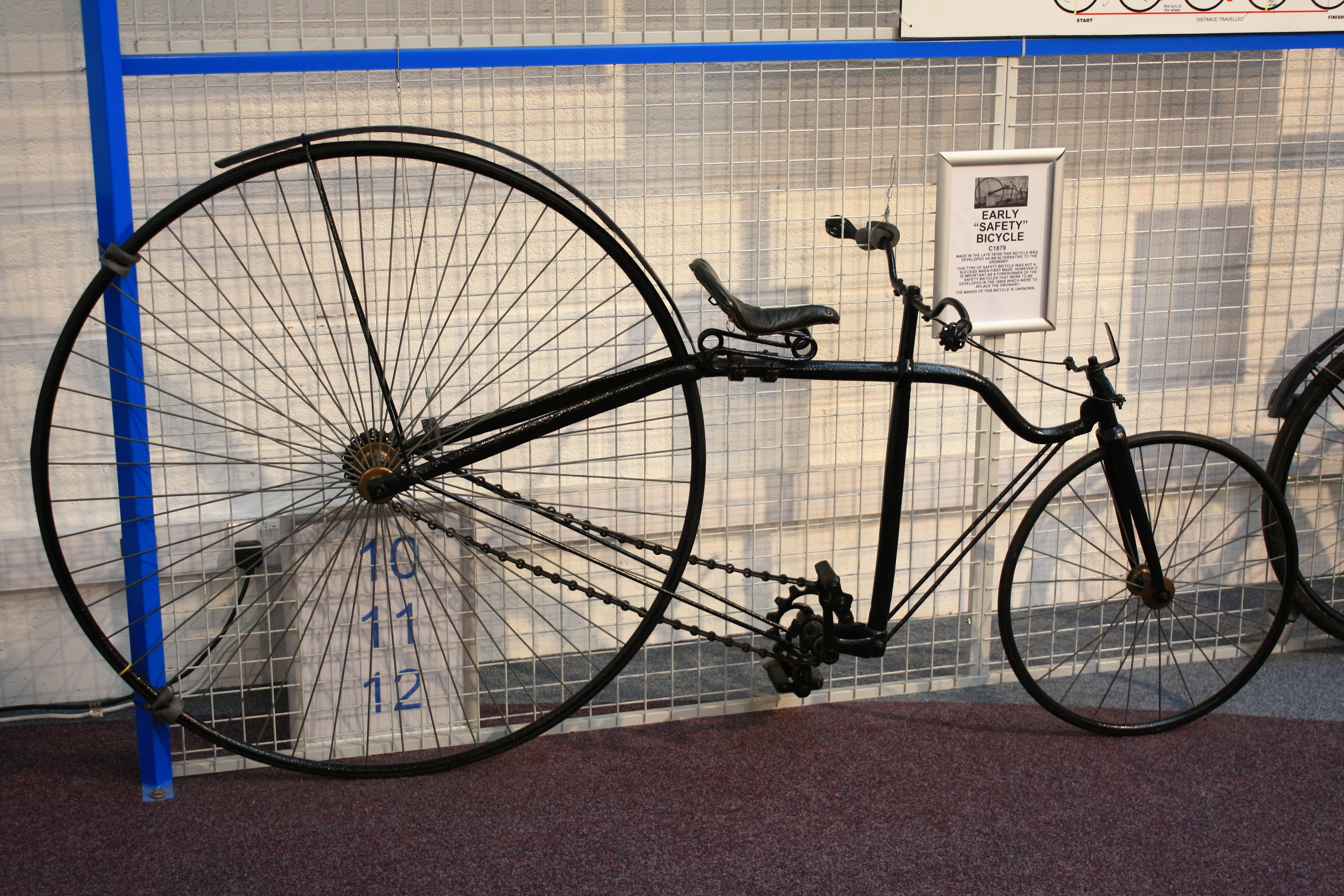
Una antigua bicicleta de seguridad (c.1879) en el Museo del Transporte de Coventry.
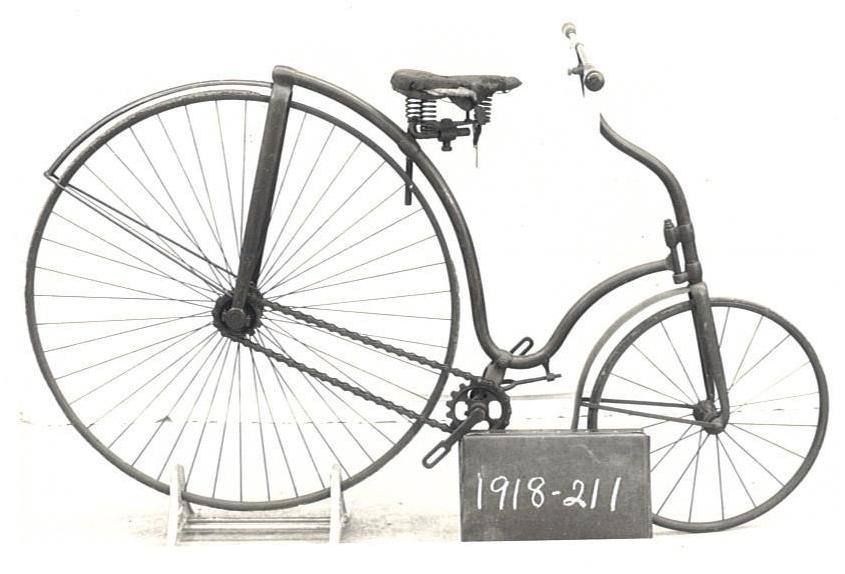
Una bicicleta de seguridad McCammon (1884).
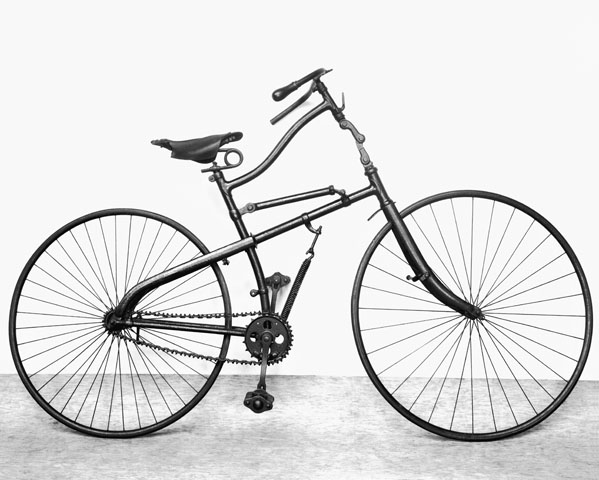
Una bicicleta de seguridad Whippet (1885).
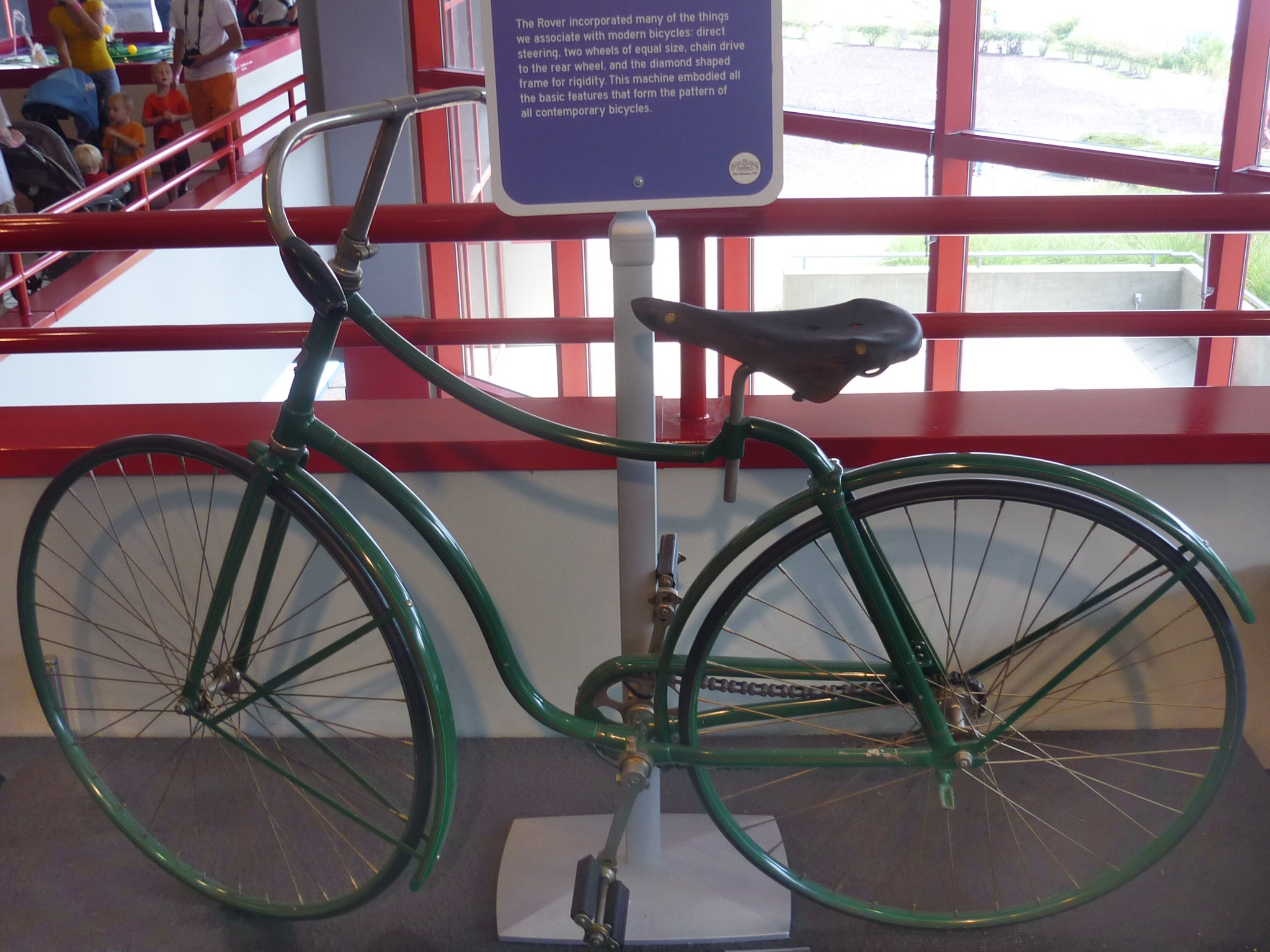
Una bicicleta de seguridad Rover (1886).
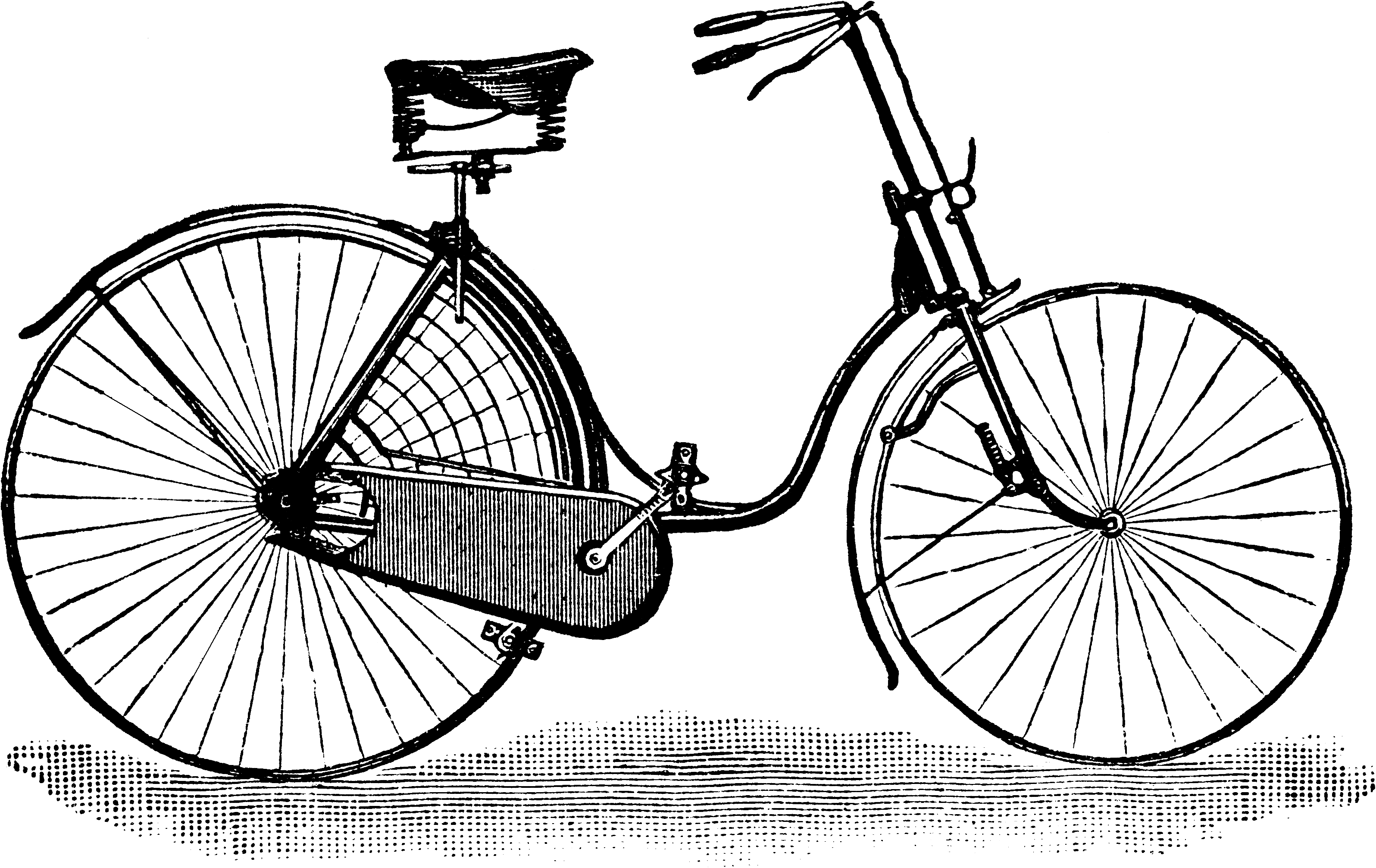
Bicicleta de seguridad femenina, con el marco abierto (1889).
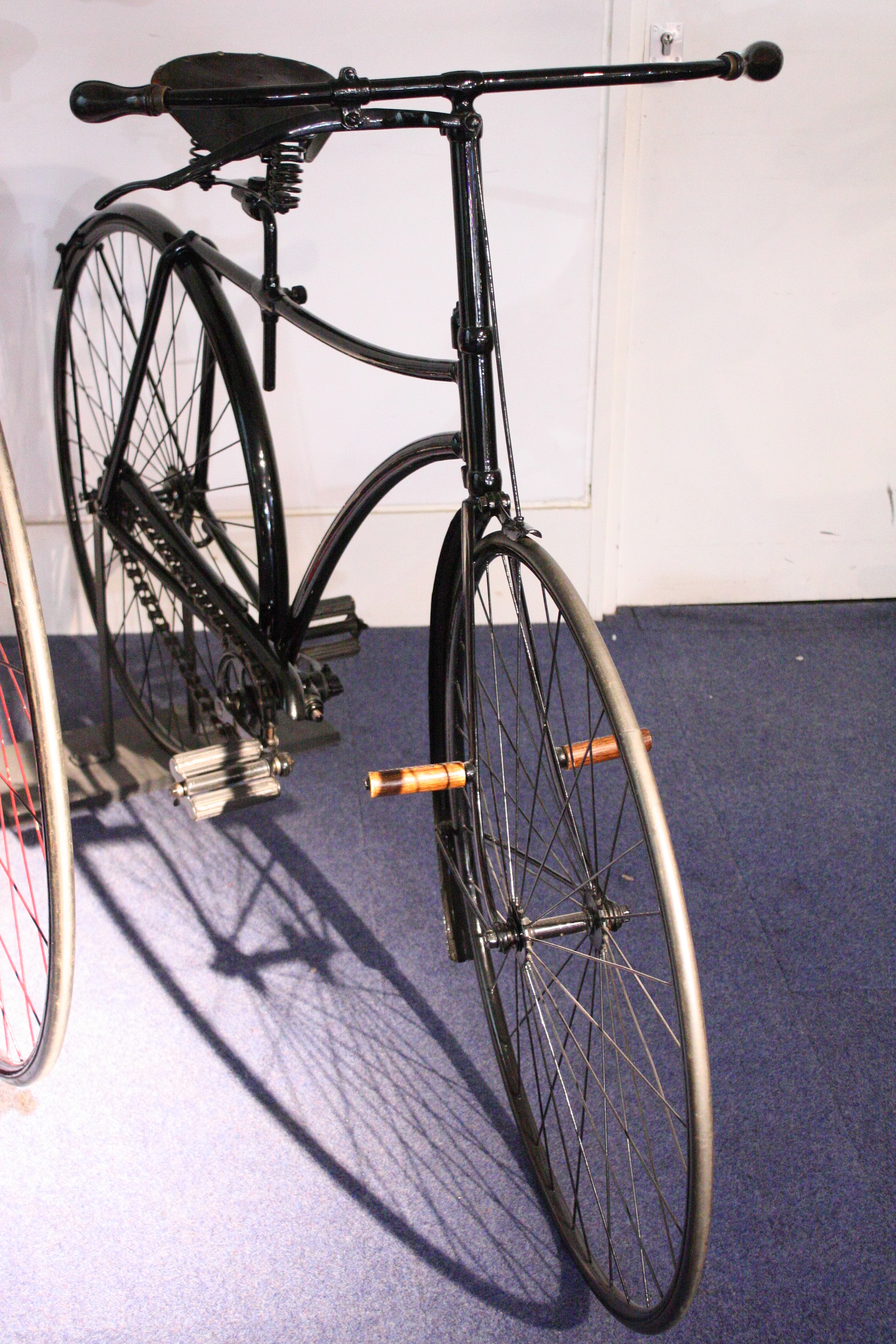
Una bicicleta de seguridad Swift (1886) del Museo del Transporte de Coventry.